# Comuna Korsunka, Talne
Korsunka (în ucraineană Корсунка) este o comună în raionul Talne, regiunea Cerkasî, Ucraina, formată din satele Dovhenke și Korsunka (reședința).

## Demografie
Componența lingvistică a comunei Korsunka
     Ucraineană (94,86%)
     Rusă (3,11%)
     Română (1,22%)
     Alte limbi (0,41%)
Conform recensământului din 2001, majoritatea populației comunei Korsunka era vorbitoare de ucraineană (94,86%), existând în minoritate și vorbitori de rusă (3,11%) și română (1,22%).